# 2015 у телебаченні
Список 2015 у телебаченні описує події у сфері телебачення, що відбулися 2015 року.

## Події

### Січень
- 1 січня
  - Призупинення мовлення телеканалу «XSPORT», терміном на 90 днів, для оптимізації технічних видатків[1].
  - Телеканали «Футбол 1» і «Футбол 2» відмовилися від прямої реклами[2].
  - Зміна логотипу і графічного оформлення телеканалу «Zoom».
  - Зміна графічного оформлення телеканалу «1+1».
  - Припинення мовлення та закриття білоцерківського регіонального телеканалу «Майдан TV»[3].
- 12 січня — Збільшення кількості випусків новин, зміна логотипу і графічного оформлення телеканалу «UBR».
- 14 січня
  - Перехід телеканалу «RU Music» до мовлення у широкоекранному форматі зображення 16:9 та початок мовлення у стандарті високої чіткості (HD).
  - Зміна логотипу телеканалу «ТЕТ».
- 20 січня — Припинення мовлення та закриття ровеньківського регіонального телеканалу «РТВ»[4].

### Лютий
- 1 лютого
  - Запуск локального цифрового мультиплексу MX-4 у Луцьку, де мовлять 8 телеканалів: «Соціальна країна», «Euronews», «М2», «24 Канал», «ПлюсПлюс», «ТВі», «УНІАН»[5].
  - Припинення аналогового мовлення регіонального державного телеканалу «ТК» в Кіровоградській області[6].
- 16 лютого — Початок аналогового мовлення телеканалу «Еспресо TV» на 55 ТВК у Волновасі[7].
- 22 лютого — Початок мовлення українсько-арабського телеканалу «UAAN TV».
- 23 лютого — Зміна графічного оформлення телеканалу «ТЕТ».
- 26 лютого — Зміна концепції «5 каналу» в інформаційну повністю[8].
- 27 лютого — Відновлення мовлення у тестовому режимі Донецької обласної державної телерадіокомпанії з центром у Краматорську. Офіційне мовлення відновлено 18 червня 2015 року.
- Початок мовлення нового житомирського регіонального телеканалу «СК1»[джерело?].
- Припинення мовлення та закриття регіональної ТРК «Керч»[9].
- Припинення аналогового мовлення телеканалу «M1» на 41 ТВК в Новгороді-Сіверському[10].

### Березень
- 3 березня — Припинення аналогового мовлення телеканалу «ТВі» на 50 ТВК у Луцьку[11].
- 7 березня — Припинення мовлення телеканалу «Euronews Україна».
- 10 березня — Перехід каналу «Україна» до мовлення у широкоекранному форматі зображення 16:9[12].
- 15 березня — Зміна графічного оформлення телеканалу «112 Україна».
- 16 березня
  - Ребрендинг телеканалу «RABINOVICH TV» в «NewsNetwork», з подальшим переходом до мовлення в широкоекранному форматі зображення 16:9.
  - Ребрендинг запорізького регіонального телеканалу «ТВ-5» у «TV5» та перехід до мовлення у широкоекранному форматі зображення 16:9.
- 23 березня
  - Припинення мовлення телеканалу «ТВі»[13].
  - Припинення аналогового мовлення телеканалу «ТВі» на 62 ТВК в Новограді-Волинському[14].
- 27 березня — Ребрендинг телеканалу «НЛО ТВ» в «НЛО TV».

### Квітень
- 1 квітня
  - Припинення мовлення кримськотатарських телеканалів «ATR» та «Lâle», у зв'язку з тиском окупаційної кримської влади[15].
  - Запуск телеканалу «Трофей HD» з мовленням у форматі високої чіткості (HD)[16].
  - Припинення мовлення телеканалу «Вікка» в Черкаській області у стандарті DVB-T2[17].
  - Припинення мовлення регіонального «11 каналу» в Нікополі у стандарті DVB-T2[18].
  - Припинення мовлення телеканалу «ТАК-TV» в Миколаївській області у стандарті DVB-T2[19].
- 3 квітня — Відновлення мовлення луганського регіонального державного телеканалу «ЛОТ»[20].
- 7 квітня — Запуск двох телеканалів суспільного телебачення України («UA: Перший» і «UA: Культура»), на базі НТКУ, НРКУ та ОДТРК[21][22].
- 13 квітня — Телеканал «Громадське ТБ» почав мовлення в пакетах грузинського супутникового оператора «Sky Caucasus».
- 27 квітня — Відновлення мовлення телеканалу «ТВі»[23].
- 30 квітня — Ребрендинг львівського «2 каналу» в «НТА».

### Травень
- 1 травня — Переформатування телеканалу «М2» на трансляцію музики виключно українських виконавців[24].
- 12 травня — Відновлення аналогового мовлення телеканалу «ТВі» на 50 ТВК у Луцьку[11].
- 15 травня — Білорусь повністю перейшла на цифрове телебачення[25].
- 18 травня — Відновлення мовлення телеканалу «Euronews Україна».
- 20 травня — Припинення аналогового мовлення телеканалу «ТВі» на 50 ТВК у Луцьку[11].
- Призупинення мовлення регіонального телеканалу «Вінниччина»[26].

### Червень
- 1 червня
  - Перехід супутникового оператора «Xtra TV» під управління холдингу «Медіа Група Україна»[27]
  - Перехід телеканалу «ICTV» до мовлення у широкоекранному форматі зображення 16:9[28].
  - Початок мовлення першого українського телеканалу «RTI» у форматі RadioVision[29].
  - Припинення мовлення телеканалу «OE» через супутник Amos 3.
- 15 червня — Відновлення мовлення телеканалів «Гумор ТБ» та «Бабай ТБ».
- 17 червня
  - Відновлення мовлення з Києва кримськотатарських телеканалів «ATR» та «Lâle»[30].
  - Припинення мовлення та закриття телеканалу «ТВі»[31].
  - Відновлення аналогового мовлення регіонального державного телеканалу «ТК» на 22 ТВК в Олександрії[32].
- Зміна графічного оформлення телеканалу «Ескулап TV».

### Липень
- 3 липня — «Новий канал» закрив інформаційну-аналітичну програму «Репортер» після 16 років роботи.
- 6 липня — Зміна програмної концепції «Нового каналу».
- 23 липня — Початок аналогового мовлення краматорського регіонального телеканалу «ДоТБ» замість телеканалу «ТЕТ» на 24 ТВК в Світлодарську[33].
- 24 липня — Початок мовлення нового сумського регіонального телеканалу «СТС»[34].
- 25 липня — Відновлення мовлення київського регіонального державного «Центрального каналу» в Білій Церкві у стандарті DVB-T2[3].

### Серпень
- 1 серпня
  - Початок мовлення нового телеканалу для жінок «Milady Television»[35].
  - Припинення мовлення телеканалу «БТБ» внаслідок переформатування у телеканал іномовлення[36].
- 8 серпня — Початок аналогового мовлення телеканалу «Milady Television» на 62 ТВК в Новограді-Волинському[14].
- 10 серпня — Початок мовлення нового одеського регіонального телеканалу «Южная волна».
- 19 серпня
  - Початок мовлення нового южненського регіонального телеканалу «Місцеві новини».
  - Припинення аналогового мовлення телеканалу «Milady Television» на 62 ТВК в Новограді-Волинському[14].
- 24 серпня
  - Перезапуск телеканалу «NewsOne» і перехід каналу до мовлення у форматі високої чіткості HD.
  - Зміна графічного оформлення «5 каналу».
- 25 серпня — Грузія повністю перейшла на цифрове телебачення[37].
- 31 серпня — Зміна логотипу і графічного оформлення телеканалу «QTV».

### Вересень
- 1 вересня
  - Перехід телеканалу «Music Box Ukraine» до мовлення у форматі високої чіткості HD[38].
  - Зміна логотипу і графічного оформлення телеканалу «ICTV»[39].
- 3 вересня — Перехід аналогового мовлення «5 каналу» з 24 на 21 ТВК у Волновасі[7].
- 4 вересня — Запуск українською медіакомпанією «Савік Шустер Студія» цілодобового інформаційного телеканалу «3S.TV»[40].
- 9 вересня — Початок аналогового мовлення краматорського суспільного регіонального телеканалу «ДоТБ» на 30 ТВК у Волновасі[7].
- 10 вересня
  - Початок мовлення нового криворізького регіонального телеканалу «Первый городской».
  - Початок аналогового мовлення суспільного телеканалу «UA: Перший» на 12 ТВК у Волновасі[7].
- 16 вересня — Початок мовлення телеканалу «Music Box Ukraine» на київській локальній цифровій частоті 41 ТВК.
- Ребрендинг державного регіонального телеканалу «Дніпропетровський державний» у «51 канал».

### Жовтень
- 1 жовтня
  - Початок мовлення нового телеканалу про моду та яскравий спосіб життя «HDFashion & LifeStyle».
  - Запуск компанією «Film.UA» нового розважального телеканалу «FilmUADrama»[41].
  - Запуск на базі телеканалів «БТБ» та «УТР» міжнародного інформаційного телеканалу української мультимедійної платформи іномовлення «UATV»[42].
  - Початок мовлення нового українського телеканалу про садівництво «Дача».
- 7 жовтня
  - Заміна телеканалів «НТН» та «Рада» на київській локальній цифровій частоті 41 ТВК на телеканали «NewsNetwork» та «Сонце».
  - Початок мовлення телеканалу «UATV» на київській локальній цифровій частоті 43 ТВК.
- 9 жовтня — Початок аналогового мовлення регіонального державного телеканалу «ЛОТ» на 25 ТВК в Широкому[43].
- 20 жовтня — Початок аналогового мовлення сєвєродонецького регіонального телеканалу «Ірта» на 38 ТВК в Сватовому[44].
- 23 жовтня — Початок аналогового мовлення суспільного регіонального телеканалу «ДоТБ» на 51 ТВК у Краматорську[45].
- 29 жовтня — Початок аналогового мовлення сєвєродонецького регіонального телеканалу «Ірта» на 43 ТВК у Біловодську[46].

### Листопад
- 1 листопада
  - Ребрендинг телеканалу «RU Music» у «EU Music» та оновлення його музичного формату[47].
  - Ребрендинг російського державного спортивного телеканалу «Росія-2» у «Матч ТВ»[48].
- 2 листопада — Зміна логотипу і графічного оформлення російського телеканалу «СТС».
- 3 листопада — Початок аналогового мовлення сєвєродонецького регіонального телеканалу «Ірта» на 48 ТВК в Марківці[49].
- 5 листопада — Ухвалення заборони мовлення російського телеканалу «Многосерийное ТВ» на території України[50].
- 10 листопада — Початок супутникового мовлення телеканалу «Горизонт-TV».
- 11 листопада — Припинення аналогового мовлення телеканалу «Еспресо TV» на 55 ТВК у Волновасі[7].
- 12 листопада — Ухвалення заборони мовлення російського фільмового телеканалу «Sony Turbo» на території України.
- 15 листопада
  - Перехід телеканалу «Дача» до мовлення у форматі високої чіткості HD.
  - Заміна телеканалу «Music Box Ukraine» на київській локальній цифровій частоті 41 ТВК на телеканал «ПравдаТУТ».
- 16 листопада — Початок супутникового мовлення київського регіонального телеканалу «ПравдаТУТ».
- 17 листопада — Відновлення мовлення телеканалу «Телевсесвіт»[51].
- 22 листопада — Початок аналогового мовлення регіонального телеканалу «Донбас» на 39 ТВК у Красноармійську[52].
- 23 листопада — Ребрендинг інформаційного телеканалу «Еспресо TV» у «Еспресо»[53].
- 25 листопада — Припинення мовлення та закриття харківського телеканалу «Фаворит ТВ».
- 26 листопада — Ухвалення заборони мовлення російського телеканалу «Иллюзион+» на території України[54]
- Перехід регіонального телеканалу «ТС Миргород» до мовлення у широкоекранному форматі зображення 16:9 та форматі високої чіткості HD.

### Грудень
- 1 грудня — Перехід телеканалів «СТБ» і «QTV» до мовлення у широкоекранному форматі зображення 16:9[55].
- 2 грудня — Припинення мовлення та закриття харківського регіонального телеканалу «Фора».
- 4 грудня — Сумська ОДТРК отримала логотип «UA: Суми»[56].
- 14 грудня — Перехід дніпропетровського регіонального «34 каналу» до мовлення у широкоекранному форматі зображення 16:9[57].
- 29 грудня — Початок аналогового мовлення сєвєродонецького регіонального телеканалу «Ірта» на 59 ТВК у Старобільську[58].
- 30 грудня — Ухвалення заборони мовлення російського телеканалу «Фенікс+Кіно» на території України[59].

## Без точних дат
- Осінь — Призупинення мовлення самбірського регіонального телеканалу «Телефакт»[60].
- Перейменування телеканалів «Спорт 1» та «Спорт 2» у «Sport 1» і «Sport 2»[61][62].
- Перехід сєвєродонецького регіонального державного телеканалу «ЛОТ» до мовлення у широкоекранному форматі зображення 16:9.
- Зміна логотипа і графічного оформлення «24 Каналу».
- Відновлення мовлення самбірського регіонального телеканалу «Телефакт»[60].